# فریدرایشسگرابن
فریدرایشسگرابن (به آلمانی: Friedrichsgraben) یک شهر در آلمان است که در رندسبورگ-اکرنفورده واقع شده‌است.
 فریدرایشسگرابن  ۶۴ نفر جمعیت دارد.